# Johann Caspar Bluntschli

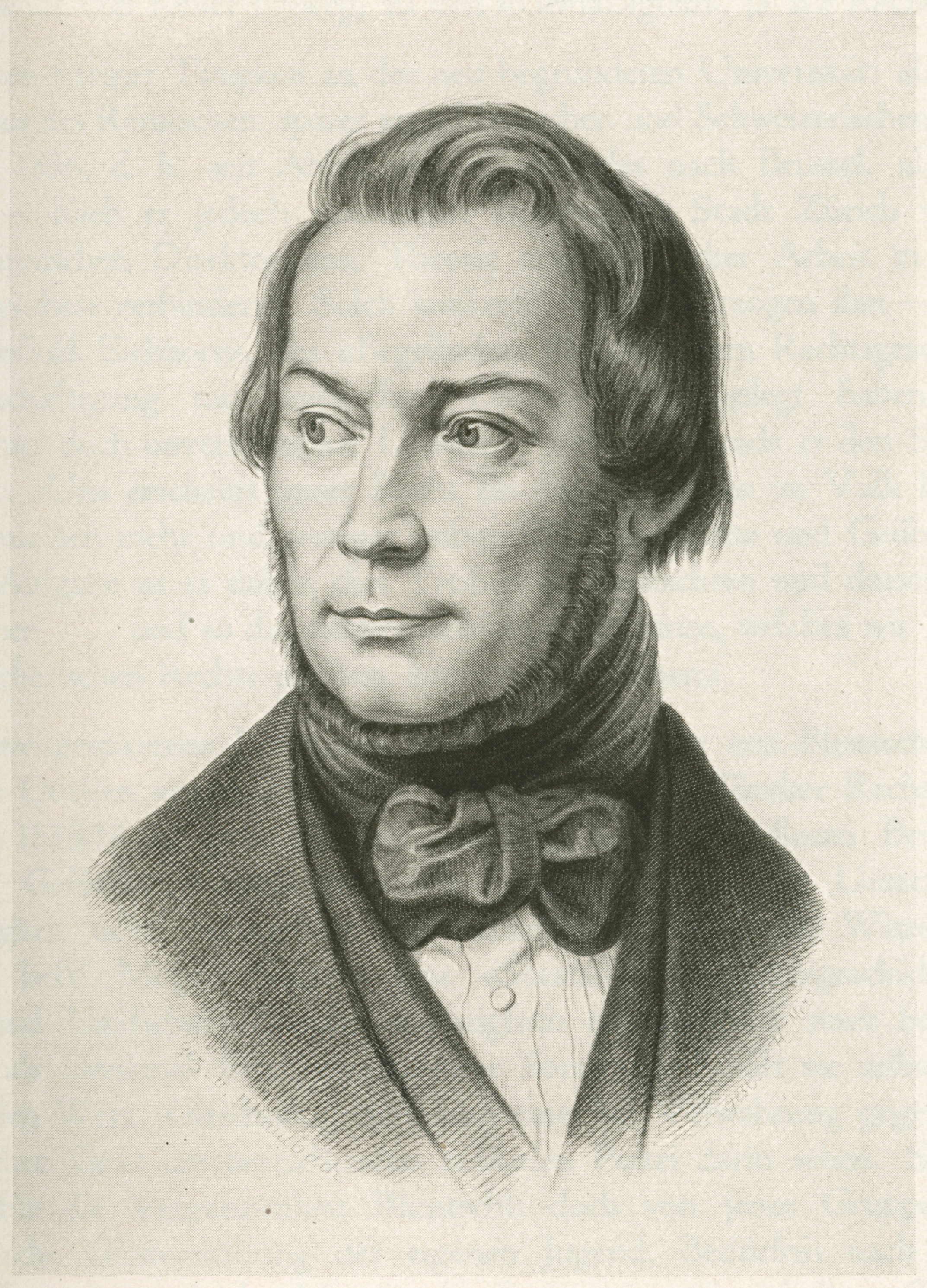
Johann Caspar Bluntschli in jungen Jahren

Johann Caspar Bluntschli, auch Johann Kaspar Bluntschli (* 7. März 1808 in Zürich; † 21. Oktober 1881 in Karlsruhe) war ein Schweizer Rechtswissenschaftler und badischer Politiker. Bluntschli lehrte an den Universitäten Zürich, München und Heidelberg. Bluntschli war Mitglied der Heidelberger Loge Ruprecht zu den fünf Rosen.

## Leben

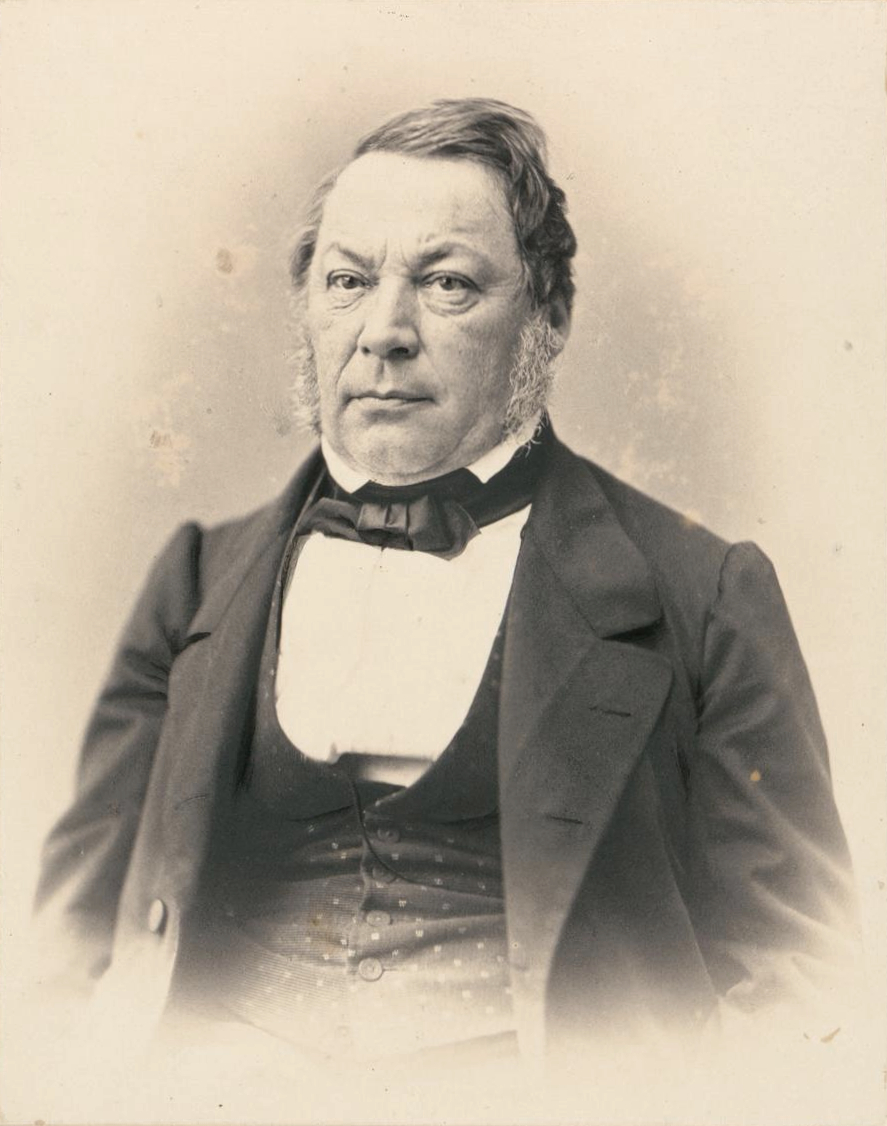
Johann Caspar Bluntschli in späteren Jahren

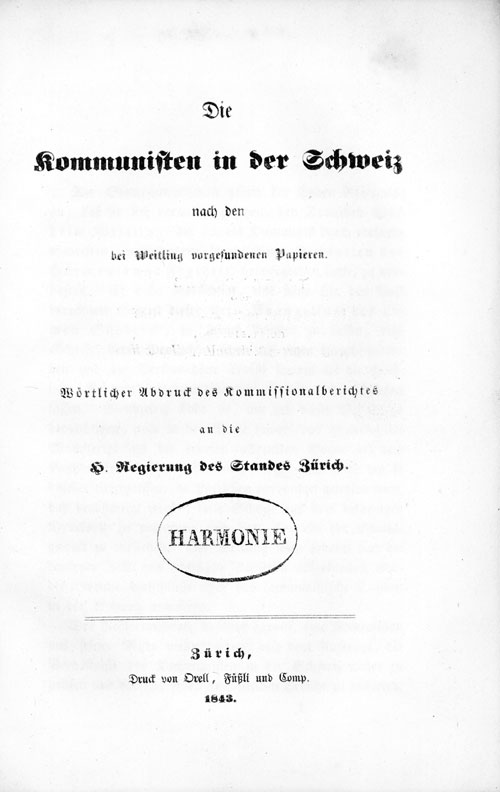
Erstausgabe von Bluntschlis antikommunistischer Schrift Die Kommunisten in der Schweiz („Bluntschli-Bericht“), 1843

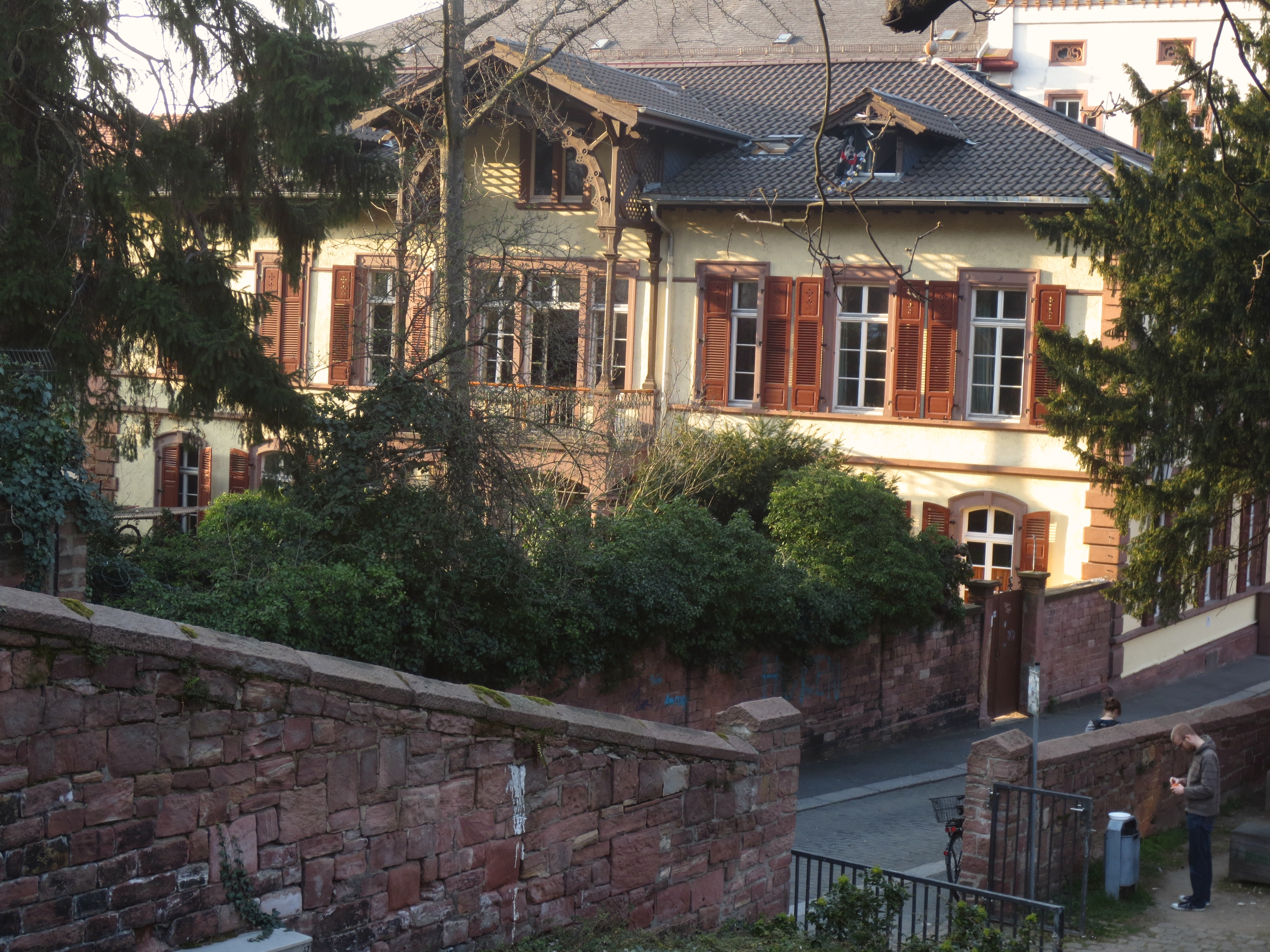
Johann Kaspar Bluntschlis Wohnhaus in Heidelberg neben der Peterskirche, wo er von 1868 bis 1881 mit seiner Familie lebte

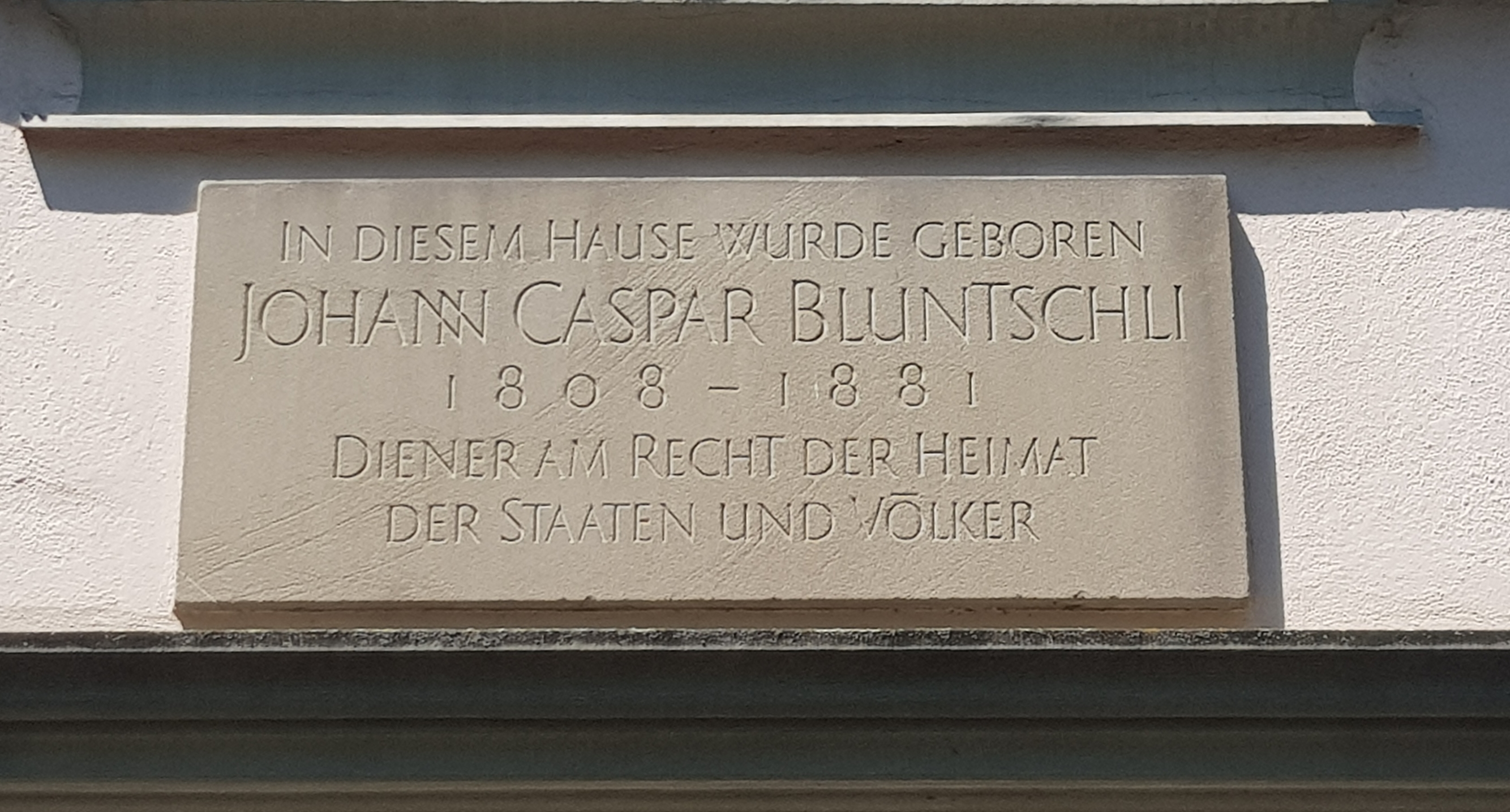
Gedenktafel an Bluntschlis Geburtshaus, Schipfe 45 in Zürich

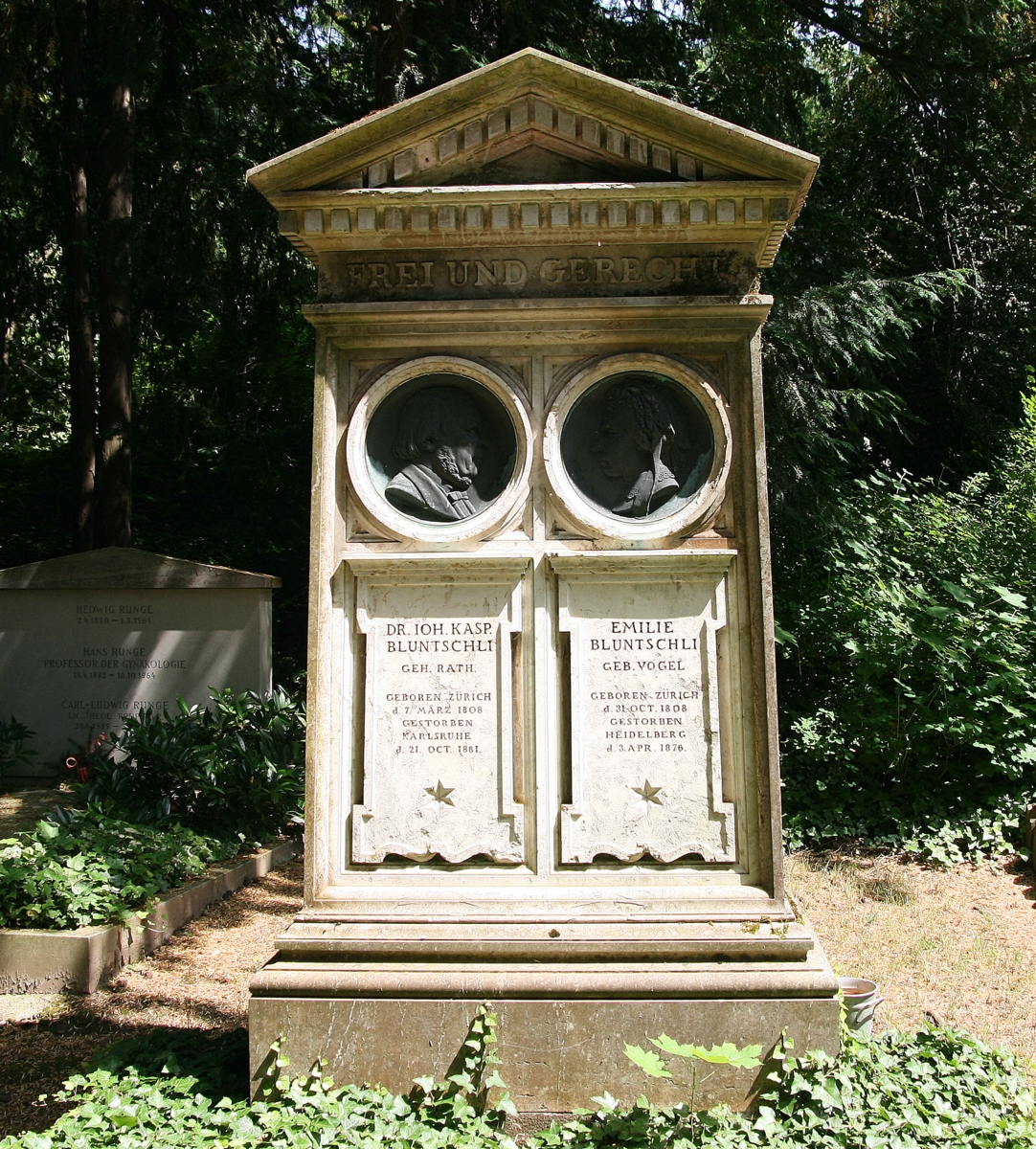
Die Grabstätte von Johann Caspar Bluntschli, Bergfriedhof (Heidelberg), auf dem Professorenweg

Aus einer alteingesessenen Zürcher Familie stammend – der Vater war Kerzen- und Seifenfabrikant – studierte Bluntschli zunächst in seiner Heimatstadt am Politischen Institut Rechtswissenschaft. Zur Vertiefung der historischen, philosophischen und juristischen Bildung folgten 1827–1829 Studien in Berlin und in Bonn, wo er 1829 mit einer Dissertation über das römische Noterbrecht zum Dr. jur. promoviert wurde. Nach einem Aufenthalt in Paris, der Bluntschli Einblicke in die französische Gerichtspraxis gewährte, kehrte er im April 1830 nach Zürich zurück, um zunächst Rechtsreferendar am Amtsgericht Zürich, und später Sekretär der Regierungskommission des Inneren zu werden. In den politischen Wirren der Restaurationszeit bekannte sich Bluntschli zur liberal-konservativen Bewegung, für die er 1832 ein Programm verfasste. 1839 bis 1845 war er Regierungsrat des Kantons Zürich.
Bluntschli lehrte ab 1833 an der Universität Zürich (wo er 1844/45 als Rektor amtierte), ab 1848 an der Universität München und ab 1861 an der Universität Heidelberg. 1873 war er einer der Gründer des Institut de Droit international in Gent. Er war Präsident des 2. (1861 in Dresden) und des 8. (1869 in Heidelberg) Deutschen Juristentages. Bluntschli war Präsident des Deutschen Protestantenvereins.
1840 erhielt Bluntschli den Auftrag, das zürcherische Privatrechtliche Gesetzbuch zu erstellen, das 1854–1856 in Kraft trat und in der ganzen Welt Beachtung fand. Weitere Werke sind Allgemeines Staatsrecht (1852) und Das moderne Kriegsrecht der civilisirten Staaten (1866), das Einfluss auf die Beratungen zur Haager Landkriegsordnung hatte. Bedeutung erlangte auch sein Buch über das Autorrecht (1853), in dem er das Recht des Autors, über die Veröffentlichung seines Werkes zu entscheiden, über das Naturrecht begründete. Bluntschlis Erklärung des Rechtscharakters des Völkerrechts unterschied sich von den meisten seiner Zeitgenossen, da er in Abkehr von Friedrich Carl von Savignys Theorien den Gegensatz «Naturrecht – positives Recht» zu überwinden suchte. Zusammen mit Karl Brater gab er zwischen 1857 und 1870 ein Deutsches Staatswörterbuch in zwölf Bänden heraus, das in gewisser Weise parallel zur dritten Auflage des Rotteck-Welckerschen Staatslexikons erschien.
1864 wurde Bluntschli Freimaurer und Mitglied der Loge Ruprecht zu den fünf Rosen in Heidelberg, wo er durch sein Wirken als Meister vom Stuhl die Loge prägte. 1865 schrieb er im Namen seiner Loge an Papst Pius IX. einen offenen Antwortbrief auf dessen Apostolisches Schreiben Multiplices inter, in der die Freimaurerei erneut verdammt wurde. Dieser offene Brief erregte grosses Aufsehen. Von 1872 bis 1878 war er Grossmeister der Grossloge «Zur Sonne» in Bayreuth und wirkte an ihrer Verfassung und ihren Ritualen mit. Er trat auf den Grosslogentagen für die Einheit der deutschen Freimaurer unter einer deutschen Einheitsgrossloge ein. Ein konkreter Entwurf, den er auf dem Grosslogentag von 1878 vorlegte, stiess allerdings auf wenig Zustimmung, was ihn schwer traf. Häufig war er in Freiburg, die dortige Loge Zur edlen Aussicht gehörte ebenso der Grossloge «Zur Sonne» an, und trat den Anschuldigungen von Alban Stolz entgegen.

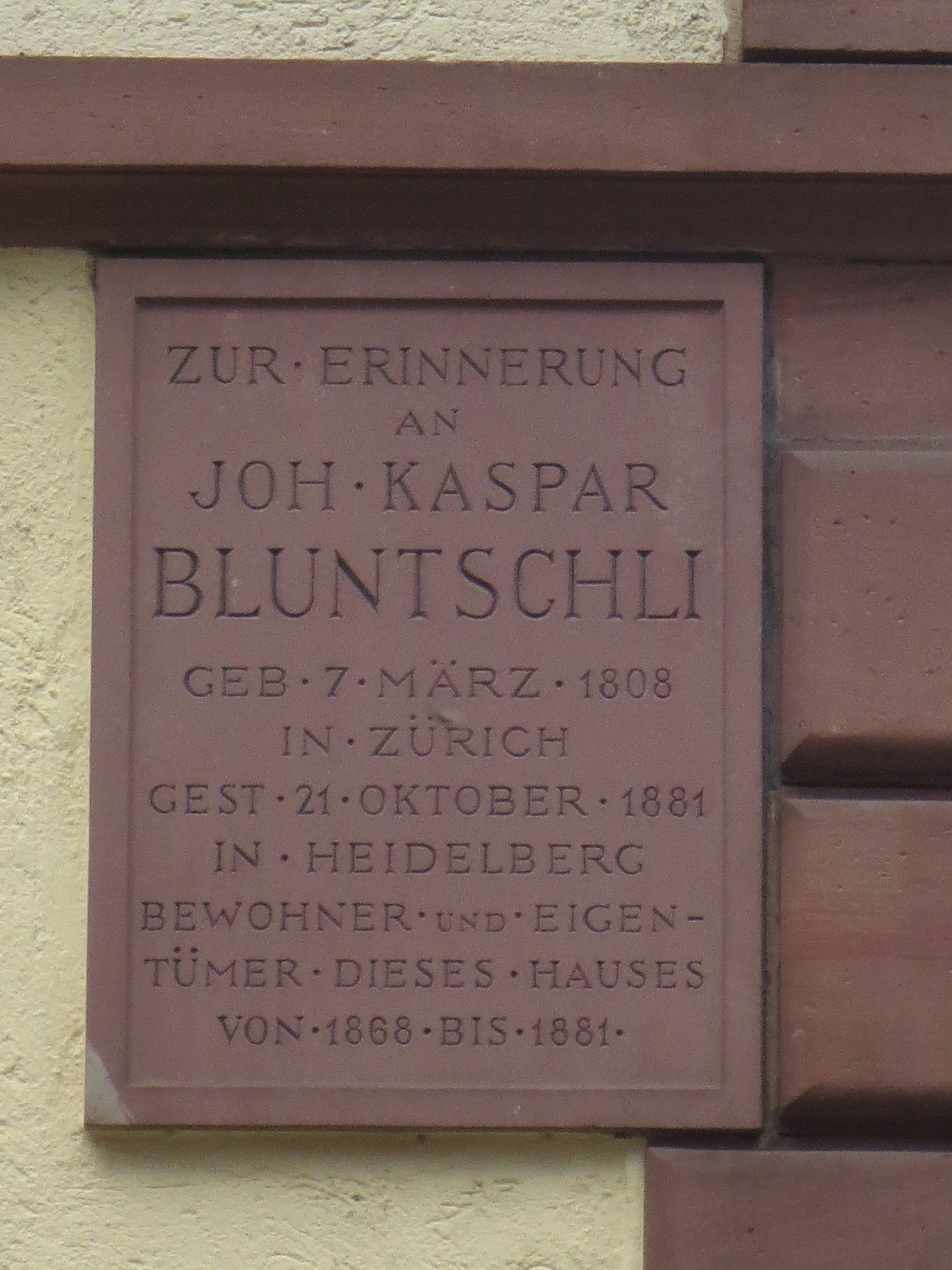
Johann Kaspar Bluntschli Gedenktafel an seinem Heidelberger Anwesen

Von 1861 bis 1868 gehörte Bluntschli als vom Grossherzog ernanntes Mitglied der Ersten Kammer der Badischen Ständeversammlung an. Von 1869 bis 1870 sowie nochmals 1879 bis 1880 besass er als Vertreter der Universität Heidelberg jeweils ein Mandat in derselben Ersten Kammer. 1868 wurde er als Abgeordneter für den badischen Wahlkreis Bretten–Sinsheim ins deutsche Zollparlament gewählt. Von 1873 bis 1876 war Bluntschli Abgeordneter des 14. Wahlbezirks (Villingen) in der Zweiten Kammer der Badischen Ständeversammlung. Dort befand er sich in der Fraktion der Nationalliberalen Partei. 1879 gehörte er zusammen mit dem Kommerzienrat Friedrich Engelhorn (BASF), dem Geheimen Kommerzienrat Carl Eckhard, Dr. Gustav Herdt, dem Generalkonsul der Niederlande Simon Hartogensis und Karl Funck zu den Gründern der Mannheimer Versicherung. 1868 wurde Bluntschli in die American Academy of Arts and Sciences und 1875 in die Königlich Niederländische Akademie der Wissenschaften gewählt.
Unter dem Einfluss der Schriften Gobineaus und des zeitgenössischen Ariermythos vertrat Bluntschli offen rassistische Theorien. Er ging von einer hierarchischen Rassenordnung und einem engen Zusammenhang zwischen «Rasse» und Nationalstaat aus, wobei die «arisch-gemanischen» Staaten der Gegenwart (insbesondere das Deutsche Reich) herausragten und die «schwarze Rasse» seines Erachtens unfähig für Rechtsempfinden und zur Staatsbildung sei.
Johann Caspar Bluntschli war seit dem 27. Februar 1831 mit Emilie Vogel verheiratet. Ihr Sohn Alfred Friedrich Bluntschli, erfolgreicher Architekt, war zuerst Schüler und später als Professor an der Zürcher Bauschule Nachfolger von Semper. Bluntschlis 1884 veröffentlichte Autobiografie trägt den Titel Denkwürdiges aus meinem Leben.
Bluntschli starb am 21. Oktober 1881 in Karlsruhe; sein Nachfolger als Professor an der Universität Heidelberg wurde 1882 der deutschbaltische Jurist August von Bulmerincq. Bluntschli wurde auf dem Heidelberger Bergfriedhof im Familiengrab beigesetzt, wo er neben seiner 1876 verstorbenen Frau Emilie ruht. Der Grabstein wird von zwei fein gearbeiteten Bronze-Bildnismedaillons, das Ehepaar darstellend, geschmückt. Die Grabstätte liegt am sogenannten „Professorenweg“ in der Abteilung D. 1896 wurde in Heidelberg eine Strasse nach Bluntschli benannt.

## Schriften (Auswahl)
- Entwicklung der Erbfolge gegen den Willen nach römischem Recht. Bonn 1829.
- Die Partei der Gemässigten in ihrem Sein und Wollen. Zürich 1832.
- Staats- und Rechtsgeschichte der Stadt und Landschaft Zürich. Band 1: Die Zeit des Mittelalters. Zürich 1838, Band 2: Die neuere Zeit. Zürich 1839. – 2., [bearbeitete] Auflage: Zürich 1856.
- Die Kommunisten in der Schweiz nach den bei Weitling vorgefundenen Papieren. Zürich 1843; Reprint:  Hildesheim, Gerstenberg, 1972, ISBN 3-8067-0154-7 (s.g. „Bluntschli Bericht“).
- Uri, Schwyz und Unterwalden und ihre ersten ewigen Bünde. Zürich 1846.
- Geschichte der Republik Zürich. Band 1, Band 2, Zürich 1847.
- Geschichte des schweizerischen Bundesrechts von den ersten ewigen Bünden bis auf die Gegenwart. Band 1: Geschichtliche Darstellung. Zürich 1849; Band 2: Urkundenbuch. Zürich 1852.
- Allgemeines Staatsrecht. München 1852. Dritte umgearbeitete Auflage. München 1863.
- Das sogenannte Schrifteigenthum. Das Autorrecht. Kritische Ueberschau der deutschen Gesetzgebung und Rechtswissenschaft. München 1853.
- Deutsches Staatswörterbuch (Hrsg.). 12 Bände. Stuttgart/Leipzig 1857–1870 [zusammen mit Karl Brater].
- Die Bedeutung und die Fortschritte des modernen Völkerrechts. Berlin 1866.
- Geschichte des Rechts der religiösen Bekenntnisfreiheit. Elberfeld 1867.
- Die Gründung der Amerikanischen Union von 1787. Berlin 1868.
- Das moderne Völkerrecht der Civilisirten Staaten als Rechtsbuch dargestellt. Nördlingen 1869 (Digitalisat und Volltext im Deutschen Textarchiv).
- Deutsche Rechtssprichwörter. Nördlingen 1869.
- Charakter und Geist der politischen Parteien. Nördlingen 1869.
- Bluntschli’s Staatswörterbuch in drei Bänden. Auf Grundlage des deutschen Staatswörterbuchs von Bluntschli u. Brater in 11 Banden, in Verbindung mit mehreren Gelehrten [nebst] Nachtr. Schulthess, Zürich 1872 (Digitalisat).
- Allgemeine Staatslehre. Fünfte umgearbeitete Auflage des ersten Bandes des Allgemeinen Staatsrechts. Stuttgart 1875 (Digitalisat und Volltext im Deutschen Textarchiv).
- Das Beuterecht im Krieg und das Seebeuterecht insbesondere. Nördlingen 1878.
- Die Organisation des europäischen Staatenvereines. In: Die Gegenwart 1878, Nr. 6, S. 81–84, Nr. 8, S. 114–116 und Nr. 9, S. 131–133. Wieder in: Gesammelte Kleine Schriften. Band 2. Nördlingen 1881, S. 279–312.
- Die Haftung des Staats aus rechtswidrigen Handlungen seiner Beamten nach deutschem Privat- und Staatsrecht. Frankfurt a. M. 1879.
- Geschichte der neueren Staatswissenschaft. München 1881.
- Denkwürdiges aus meinem Leben. 3 Bände. Nördlingen 1884,
  - I. Band: Zürich (1808–1848); archive.org.
  - II. Band: München (1848–1861); archive.org.
  - III. Band: Heidelberg (1861–1881); archive.org.

Der Nachlass Bluntschlis befindet sich in der Zentralbibliothek Zürich und der Johns Hopkins University in Baltimore (USA).